# Pierre Avoi
Pierre Avoi är en bergstopp i Schweiz.   Den ligger i distriktet Entremont och kantonen Valais, i den sydvästra delen av landet, 90 km söder om huvudstaden Bern. Toppen på Pierre Avoi är 2 473 meter över havet, eller 956 meter över den omgivande terrängen. Bredden vid basen är 8,9 km.
Terrängen runt Pierre Avoi är huvudsakligen mycket bergig. Närmaste större samhälle är Sion, 17,4 km nordost om Pierre Avoi. 
I omgivningarna runt Pierre Avoi växer i huvudsak blandskog. Runt Pierre Avoi är det ganska glesbefolkat, med 34 invånare per kvadratkilometer.